# وینیسکوام (نیوهمپشایر)
وینیسکوام (به انگلیسی: Winnisquam) یک منطقهٔ مسکونی در ایالات متحده آمریکا است که در شهرستان بلنپ، نیوهمپشایر واقع شده‌است. وینیسکوام ۱۴۶٫۹۲ متر بالاتر از سطح دریا واقع شده‌است.